# Captured Angel
Captured Angel is het derde studioalbum van de Amerikaanse singer-songwriter Dan Fogelberg. Fogelberg heeft alle touwtjes in handen bij dit album. Het is opgenomen in de Golden Voice Studio in South Pekin, Caribou Ranch in Nederland (Colorado), de Record Pant (Sausalito) en Record Plant (Los Angeles). Het album is opgedragen aan zijn vader Lawrence Peter Fogelberg. In het dankwoord werd melding gemaakt van Joe Walsh, The Eagles, James Guercio (beheerder Caribou) en John D. Souther.

## Musici
- Dan Fogelberg – zang, alle instrumenten behalve
- Russ Kunkel – slagwerk op alle tracks behalve (1)
- Norbert Putnam – basgitaar op (3), (4), (5)
- Al Perkins – steelgitaar op (5)
- David Lindley – viool op (7)
- Glen Spreen verzorgde arrangementen voor strijkers

## Composities
Allen van Dan Fogelberg
1. "Aspen/These Days" – 7:39 (instrumentaal)
2. "Comes and Goes" – 2:25
3. "Captured Angel" – 2:57
4. "Old Tennessee" – 3:07
5. "Next Time" – 4:10
6. "Man in the Mirror" - 3:29
7. "Below the Surface" – 3:41
8. "Crow" – 4:40
9. "The Last Nail" – 5:30